# 葉耀 (明朝)
葉耀，福建建宁府建安县人，明朝政治人物、進士出身。

## 生平
洪武十八年，登丁丑科會試中進士，授监察御史。